# 緑のまちにしませんか
市民憲章のうた「緑のまちにしませんか」（しみんけんしょうのうた みどりのまちにしませんか）は、日本の政令指定都市の1市である福岡県北九州市が選定した憲章歌。作詞・山田正文、作曲・中林清治。

## 解説
北九州市では1963年（昭和38年）の前身5市（門司市、小倉市、戸畑市、八幡市、若松市）合併から2か月後に「北九州市歌」を制定しているが、28年後の1981年（昭和56年）2月に自治憲章として「北九州市民憲章」が採択されたことを記念し「市民憲章のうた」の歌詞を懸賞募集した。政令指定都市では北九州市の他に京都市が1956年（昭和31年）採択の市民憲章の条文に曲を付けた「京都市市民憲章の歌」（作曲：渋谷光明）を作成しているが、同じ憲章歌であっても「緑のまちにしませんか」は条文をそのまま歌詞としていない点が京都市と異なる。
制定時に東芝EMI（のちユニバーサルミュージック・EMI Records）がシングル盤を製造した。入選作の歌詞に「北九州」やその他の地名は登場せず、北九州市芸術文化振興財団が発行していた雑誌『ひろば北九州』1981年第3号掲載の記事「市民憲章とわたし 小さなことからはじめてみよう」で入選者が作詞の意図を解説している。第2代市長の谷伍平は後年に雑誌への寄稿文を私家版にまとめて出版した際、作詞者から了解を得て本曲の表題「緑のまちにしませんか」を書名に採用した。